# Association végétale
En phytosociologie, l'association végétale est l'unité de base de la classification des communautés végétales dans la typologie « sigmatiste ».
C'est un concept abstrait fondé à partir d'une série de communautés réelles, mais qui permet de désigner toutes les communautés qui ont un aspect similaire, qui vivent dans des habitats similaires et, surtout, qui ont un noyau d'espèces végétales caractéristiques. Au-dessus de l'association désignée par le nom d'une ou de deux espèces prises parmi les plus représentatives (dominante ou caractéristique), les écologues distinguent l'alliance phytosociologique, l'ordre et la classe.
L'expression « association végétale » a été forgée par Alexander von Humboldt et Aimé Bonpland en 1805. Elle est utilisée en phytosociologie, discipline botanique étudiant les relations spatiales et temporelles entre les végétaux. Dans la mesure où la phytosociologie ne se contente pas de décrire des assemblages de plantes, mais étudie également les relations des plantes entre elles et avec leur milieu de vie (climat, sol), ainsi que leur répartition géographique, on peut également considérer que c'est une discipline écologique ou géographique, et cela d'autant plus que ses méthodes et concepts sont transposables à tous les types d'organismes.

## Définitions
par ordre chronologique
- 1910 - Groupement végétal de composition floristique déterminée présentant une physionomie uniforme et croissant dans des conditions stationnelles uniformes[3]

- 1915 - L'association est un groupement végétal en équilibre avec le milieu, caractérisé par une composition floristique dans laquelle certains éléments exclusifs révèlent une écologie particulière[4].

- 1922 - Communauté végétale reconnue et caractérisée par son assemblage spécifique et principalement par ses espèces caractéristiques[5].

- 1922 - Groupement végétal caractérisé essentiellement par une composition floristique déterminée et relativement constante dans les limites d'une aire donnée[6].

- 1973 - Combinaison originale d'espèces dont certaines, dites caractéristiques, lui sont plus particulièrement liées, les autres étant qualifiées compagnes[7].

- 1991 - Unité abstraite fondamentale de la classification hiérarchique des synusies végétales, constituée d'un ou de plusieurs syntaxons élémentaires (groupements végétaux) partageant significativement plus de caractères communs que de caractères différentiels ; les caractères taxinomiques sont prioritaires sur les propriétés structurelles, chorologiques, historiques et écologiques[8].

- 1996 - Unité conceptuelle de base de la classification phytosociologique, définie statistiquement, exprimant la composition floristique globale d'un ensemble de communautés végétales homogènes étroitement apparentées d'une région donnée[9].

## Tableaux phytosociologiques
Les tableaux phytosociologiques décrivent les associations végétales. Ils sont issus de relevés de terrain tirés de la littérature. La compilation de ces tableaux est effectuée, par le projet « tableaux phytosociologiques » coordonné par Philippe Julve dans le cadre du réseau Tela Botanica. Les tableaux, classés par milieux selon le code CATMINAT, sont disponibles au format Excel sur le site Internet de Tela Botanica. On trouvera ci-dessous l'adresse des répertoires qui permettent d'accéder à ces tableaux.
1. Eaux marines. Eaux marines océaniques et littorales à végétation aquatique essentiellement algale.
2. Littoral maritime. Littoral marin à végétation aérienne, supportant le sel, parfois épisodiquement submergée.
3. Végétations aquatiques. Eaux continentales à sublittorales, douces à saumâtres, en nappes libres et affleurantes, des lacs, étangs, mares, fleuves et rivières, d'origine naturelle ou créés par l'homme.
4. Végétation basse amphibie. Zones humides plus ou moins amphibies, des bords de lacs, d'étangs, de rivières, sources et dépressions diverses, à végétation herbacée basse plus ou moins éparse, ne recouvrant pas totalement le sol.
5. Roselières, cariçaies et mégaphorbiaies. Zones humides, parfois amphibies, des bords de lacs, étangs, fleuves, rivières, torrents, sources, dépressions diverses, à végétation herbacée haute (roselières, cariçaies, mégaphorbiaies), recouvrant généralement complètement le sol. (voir aussi le 06/ « Tourbières » pour les tremblants de colonisation des bords de lacs tourbeux).
6. Tourbières. Tourbières hautes, tourbières basses et tremblants, prairies tourbeuses. (voir aussi le 05/3.2.1 pour les cariçaies aquatiques, les cladiaies et roselières des sols tourbeux à pH neutre et les 14/4 et 14/5 pour les landes à chaméphytes).
7. Parois, murs et éboulis. Parois plus ou moins verticales des murs et rochers non marins ; éboulis.
8. Dalles et sables plus ou moins stabilisés. Dalles rocheuses horizontales et sables plus ou moins stabilisés, zones à sols très superficiels généralement de faible niveau trophique et supportant la sécheresse.
9. Pelouses et ourlets basophiles. Pelouses, steppes et ourlets basophiles développés sur des sols riches en calcium, secs, assez superficiels et généralement pauvres en azote.
10. Pelouses et ourlets acidophiles. Pelouses, ourlets et herbes vivaces des coupes forestières sur sols acides.
11. Pelouses alpines. Pelouses permanentes plus ou moins pâturées extensivement, des étages alpin à subalpin des Alpes et des Pyrénées.
12. Prairies. Prairies eurosibériennes des sols moyennement riches à riches en azote, subissant des pratiques agricoles variées (fertilisation, amendement, fauche, pâturage, jachère, semis…)
13. Cultures, friches, ourlets, coupes et clairières eutrophiles. Cultures, friches, coupes forestières à sols perturbés, ourlets nitrophiles, lieux plus ou moins rudéralisés, et zones naturelles de caractères écologiques similaires (pieds de falaises, ourlets dunaires…). L'enrichissement trophique est lié aux animaux, aux actions humaines, à la fixation symbiotique d'azote, ou à la minéralisation active dans le sol consécutive aux éclaircies et aux remontées de nappe d'eau.
14. Chaméphytaies (landes, garrigues, phryganes, etc.). Landes et garrigues à plantes vivaces ligneuses (sous-arbrisseaux chaméphytiques de quelques décimètres de haut, jusqu'à environ 1 m de hauteur).
15. Buissons et haies. Haies et fourrés arbustifs, halliers, fruticées, maquis, matorrals, buissons, pré-manteaux et manteaux externes, internes, et de coupes forestières (lisières arbustives), souvent linéaires mais parfois en nappes spatiales, ou plus ou moins éclatés, constituées d’arbustes et d’arbrisseaux.
16. Bois et forêts. Végétations arborescentes et herbacées intraforestières, des forêts, bois et bosquets arborescents.